# Bocholt (Allemagne)
Pour les articles homonymes, voir Bocholt.
Bocholt est une ville d'Allemagne du Land de Rhénanie-du-Nord-Westphalie dans l'arrondissement de Borken.
En 1993, le Prix de l'Europe lui est décerné.

## Histoire
| Appartenances historiques Principauté épiscopale de Münster 1180-1802 Principauté de Salm 1802-1811 Empire français (Lippe) 1811-1814 Royaume de Prusse (Province de Westphalie) 1815-1918 République de Weimar 1918-1933 Reich allemand 1933-1945 Allemagne occupée 1945-1949 Allemagne 1949-présent |

Victoire de Charlemagne sur les Saxons en 779.

## Architecture

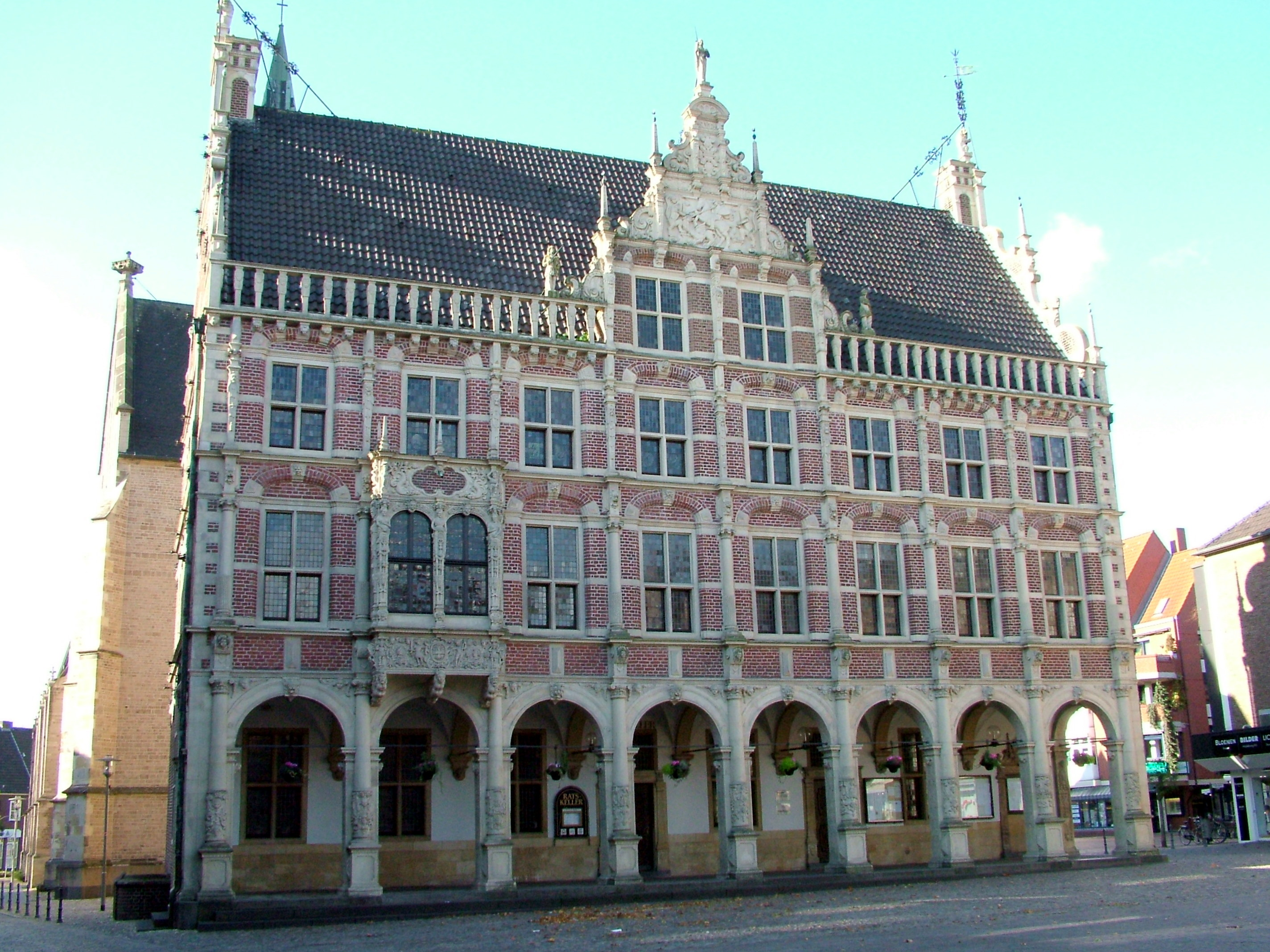
Hôtel de ville historique.

- Église de la Sainte-Croix
- Hôtel de ville historique (de), dans le style de la Renaissance néerlandaise (1618–24).

## Football
- 1. FC Bocholt

## Personnalités liées à Bocholt
- Carlo Ljubek est un acteur qui est né à Bocholt ;
- Michael Roes, un écrivain et réalisateur allemand, a grandi à Bocholt ;
- Willi Heeks, pilote automobile.

## Jumelages
- Aurillac (France) depuis 1972[3], en Auvergne et Antony
- Bocholt (Belgique) depuis 1980[4], dans la province du Limbourg
- Rawtenstall (Grande-Bretagne) depuis 1977, dans le comté du Lancashire
- Wuxi (Chine)